# Boiu (okręg Hunedoara)
Boiu – wieś w Rumunii, w okręgu Hunedoara, w gminie Rapoltu Mare. W 2011 roku liczyła 155 mieszkańców.